# Hoplochelus textilipennis
Hoplochelus textilipennis är en skalbaggsart som beskrevs av Leon Fairmaire 1903. Hoplochelus textilipennis ingår i släktet Hoplochelus och familjen Melolonthidae. Inga underarter finns listade i Catalogue of Life.